# Extraordinary Measures
Extraordinary Measures är en amerikansk långfilm från 2010 i regi av Tom Vaughan, med Brendan Fraser, Harrison Ford, Keri Russell och Meredith Droeger i rollerna. Filmen är baserad på en sann historia.

## Handling
Advokaten John Crowley (Brendan Fraser) har tre barn tillsammans med frun Aileen (Keri Russell), en flicka och två pojkar. Deras son och dotter lider av en sjukdom. Sjukdomen är obotlig, men John och Aileen gör allt de kan för att deras barn ska ha det så bra som möjligt. John kontaktar dr Robert Stonehill (Harrison Ford), forskare i Nebraska som har gjort innovativ forskning för en enzymbehandling.

## Skådespelare
- Brendan Fraser - John Crowley
- Harrison Ford - Dr. Robert Stonehill
- Keri Russell - Aileen Crowley
- Meredith Droeger - Megan Crowley
- Diego Velazquez - Patrick Crowley
- Sam M. Hall - John Crowley, Jr.
- Patrick Bauchau - CEO Erich Loring
- Courtney B. Vance - Marcus Temple
- Ayanna Berkshire - Wendy Temple